# Bialbero di Casorzo
El Bialbero di Casorzo  ("árbol doble de Casorzo", en italiano), también conocido como árbol doble de Grana, está situado frente a la carretera SP38 entre las localidades de Grana y Casorzo Monferrato en Piamonte, Italia. El conjunto está formado por un cerezo (Prunus cerasus) que crece sobre un árbol de morera (Morus nigra). Los árboles que crecen como epífitos no son inusuales, pero suelen ser pequeños y tienen una vida útil corta, ya que normalmente no hay suficientes nutrientes y espacio disponible donde crecen. Las grandes epífitas como esta requieren que el "árbol superior" tenga una raíz que baje hasta el suelo, por ejemplo, al crecer a través de un tronco hueco.